# Daihatsu Opti
El Daihatsu Opti (ダイハツ・オプティ, Daihatsu Oputi) fou un automòbil lleuger o kei car produït pel fabricant d'automòbils japonés Daihatsu entre els anys 1992 i 2002. Fou el successor del Daihatsu Leeza i representa dins de la gama kei de Daihatsu un model premium superior al Daihatsu Mira. El seu rival durant la primera generació fou el Suzuki Cervo Mode. El nom elegit per al model, Opti, deriva de les paraules "Optimista" i "Òptim".

## Primera generació (1992-1998)

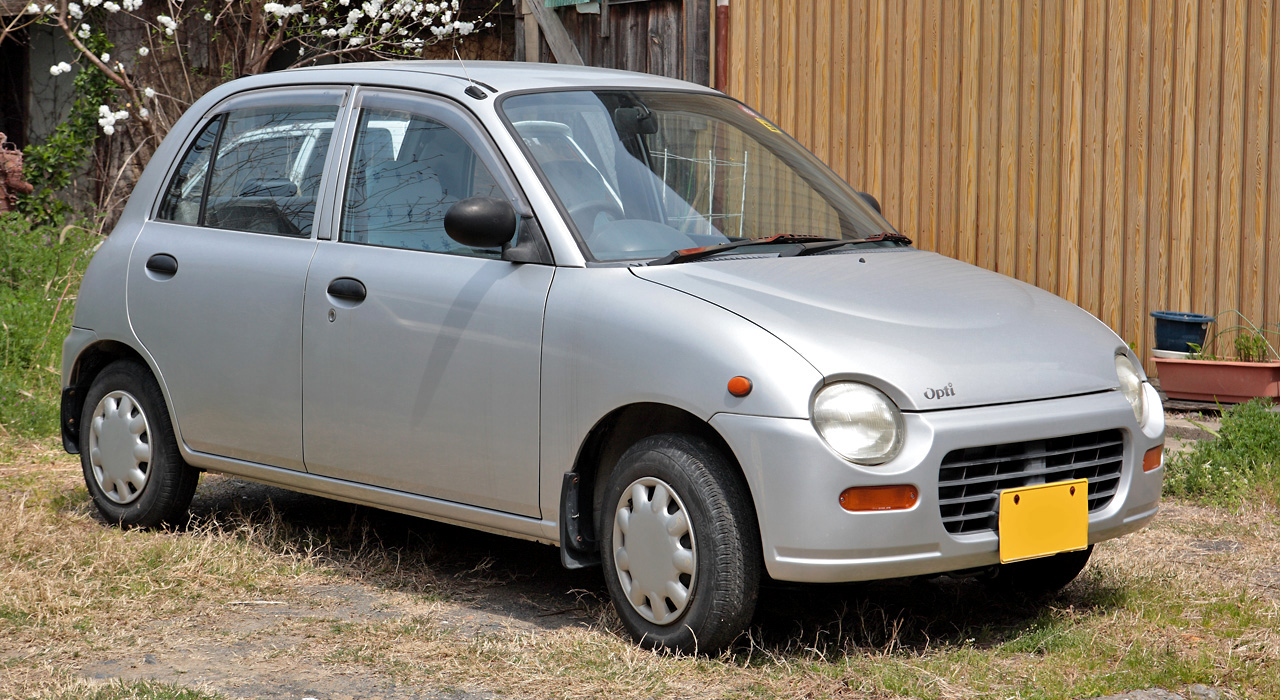
Opti 5P

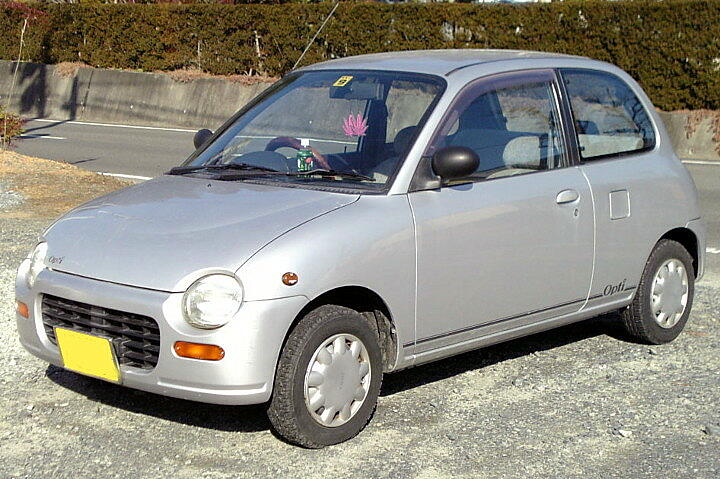
Opti 3P

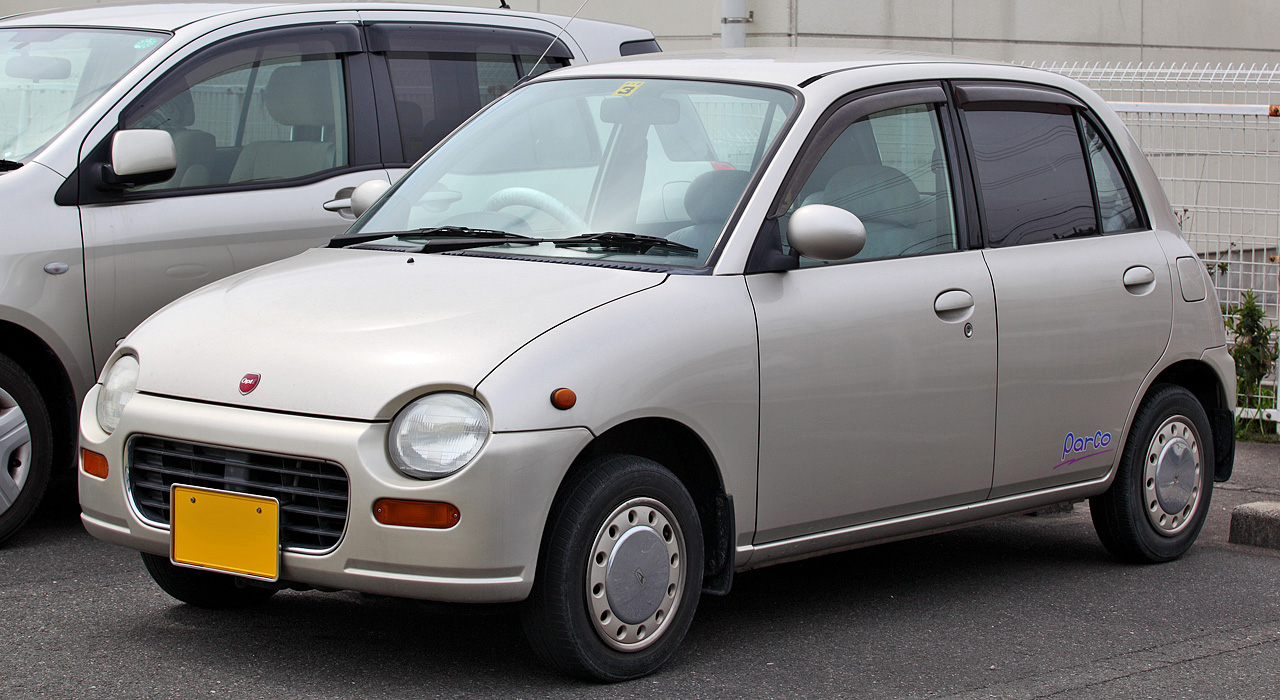
Opti Parco 5P

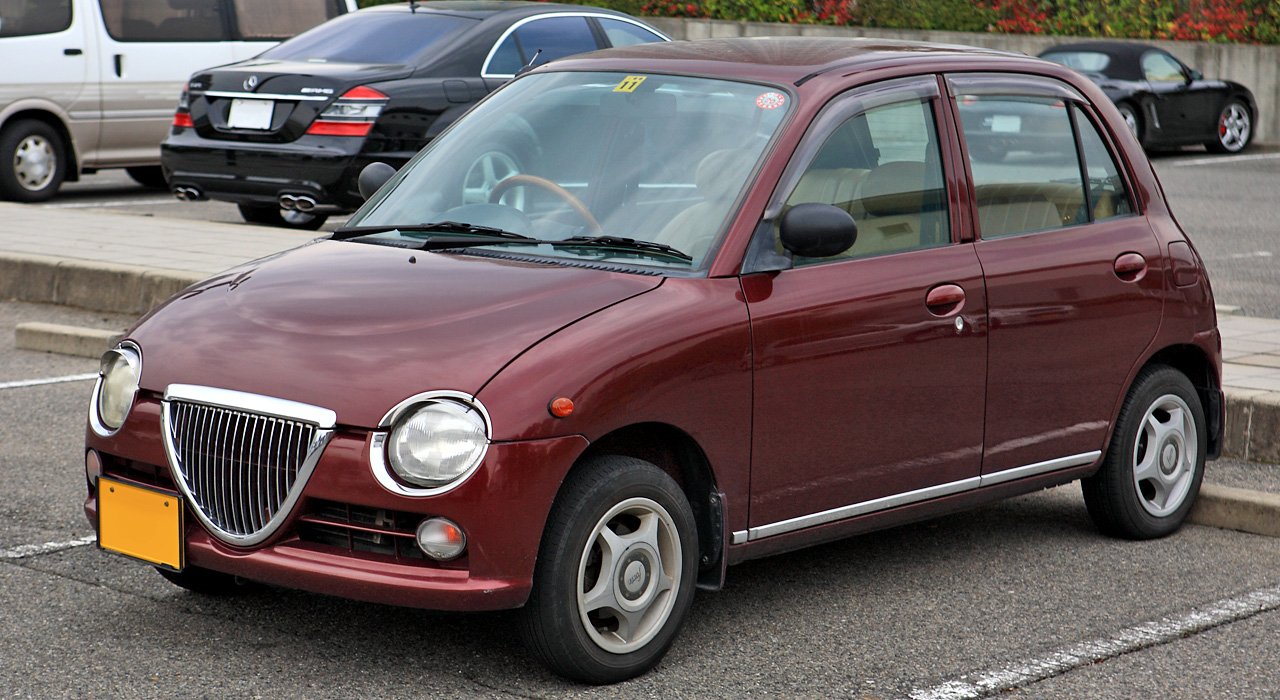
Opti Classic 5P

La primera generació del Daihatsu Opti va eixir al mercat el gener de 1992, després d'haver estat presentada al Saló de l'Automòbil de Tòquio de 1991 com un prototip amb el nom "X-409". El model fou produït sobre la base del Daihatsu Mira de tercera generació. El disseny de línies rodones fou publicitat com a "kawaii" i fou adressat principalment al comprador femení. L'equipament tècnic també era lleugerament de més nivell que el de la majoria dels kei car, amb un bon aïllament sonor i protecció especial contra el rovell entre d'altres. Inicialment, totes les variants equipaven un motor tricilíndric SOHC de 658 centímetres cúbics d'injecció, 12 vàlvules i 55 cavalls de potència. També es presentà inicialment amb carrosseria berlina de tres portes amb un sostre solar tèxtil elèctric opcional. La tracció a les quatre rodes també va existir com a opció, en una variant anomenada "Aℓ-4". El setembre del mateix any els nivells d'equipament "Ox", "Ax" i "Aℓ-4" es van vore complementats pel més econòmic "Ad", l'esportiu "Ad-S" i el luxós "Ad-I", el qual equipava airbag de co-pilot. El nivell "Ad" equipava una versió menys potent del motor amb 2 vàlvules i 42 cavalls de potència.

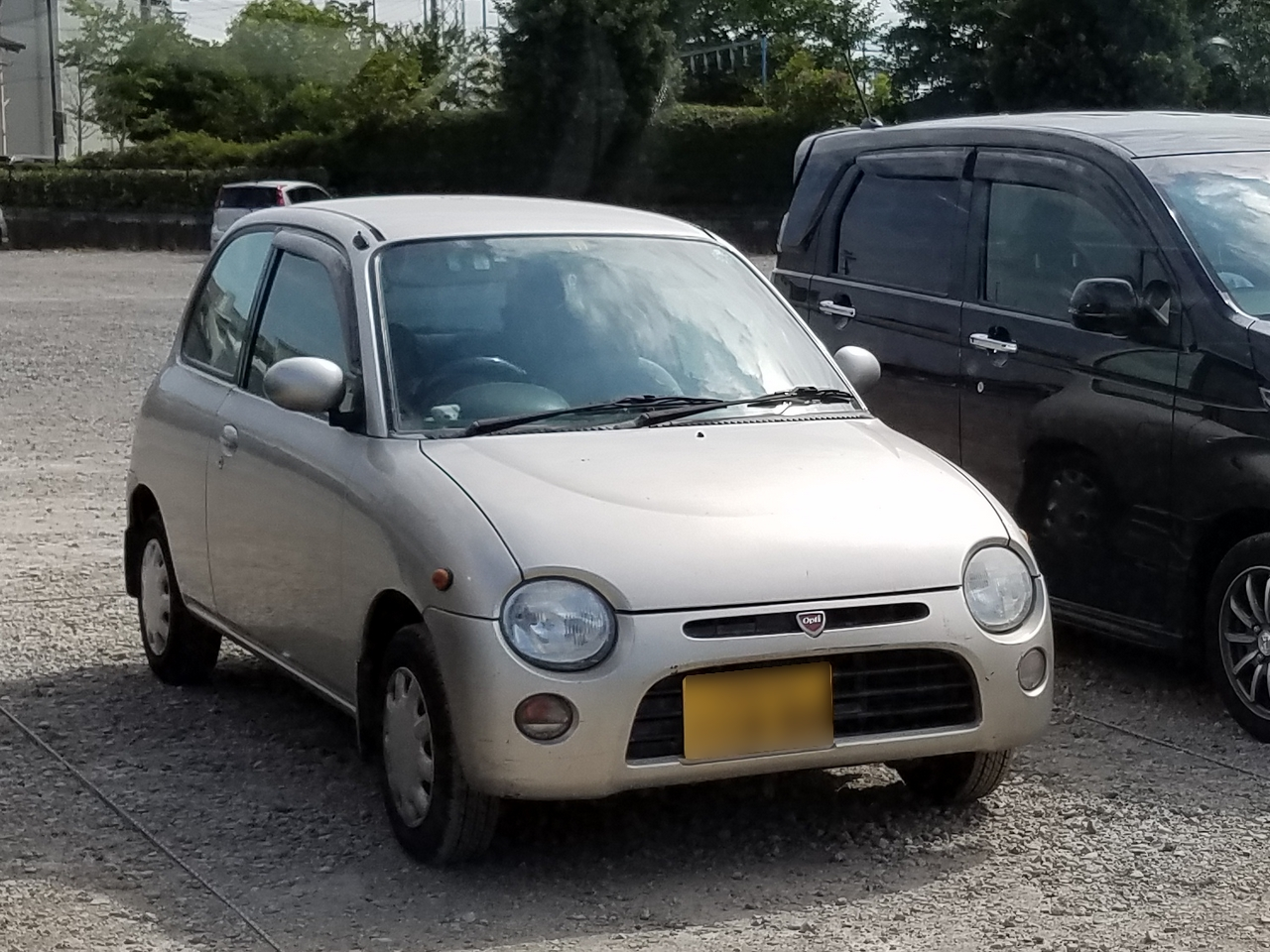
Opti Pico Limited

El desembre de 1992 es presentà l'Opti Club Sport, una versió esportiva amb llandes d'alumini de 13', suspensió esportiva i volant MOMO, només disponible en color negre metalitzat. L'agost de 1993 va arribar la carrosseria berlina de cinc portes alhora amb la versió "Pico", més econòmica. El maig de 1994 es presentà el "Pico S", una variant que combinava les característiques de l'Opti Pico amb les de l'Opti Club Sport. A la inicial transmissió automàtica de tres velocitats se n'afegí una nova de quatre. El febrer de 1995, l'adhesiu d'"Opti" al costat esquerre del capot fou reemplaçat per un emblema central amb el nom. Alhora, es presentà l'edició especial Parco, equipada amb un spoiler. L'octubre de 1995, el motor SOHC de 12 vàlvules fou reemplaçat per un motor DOHC que també equipà el Opti Pico Limited. Alhora, el sostre solar tèxtil opcional fou llevat del catàleg.

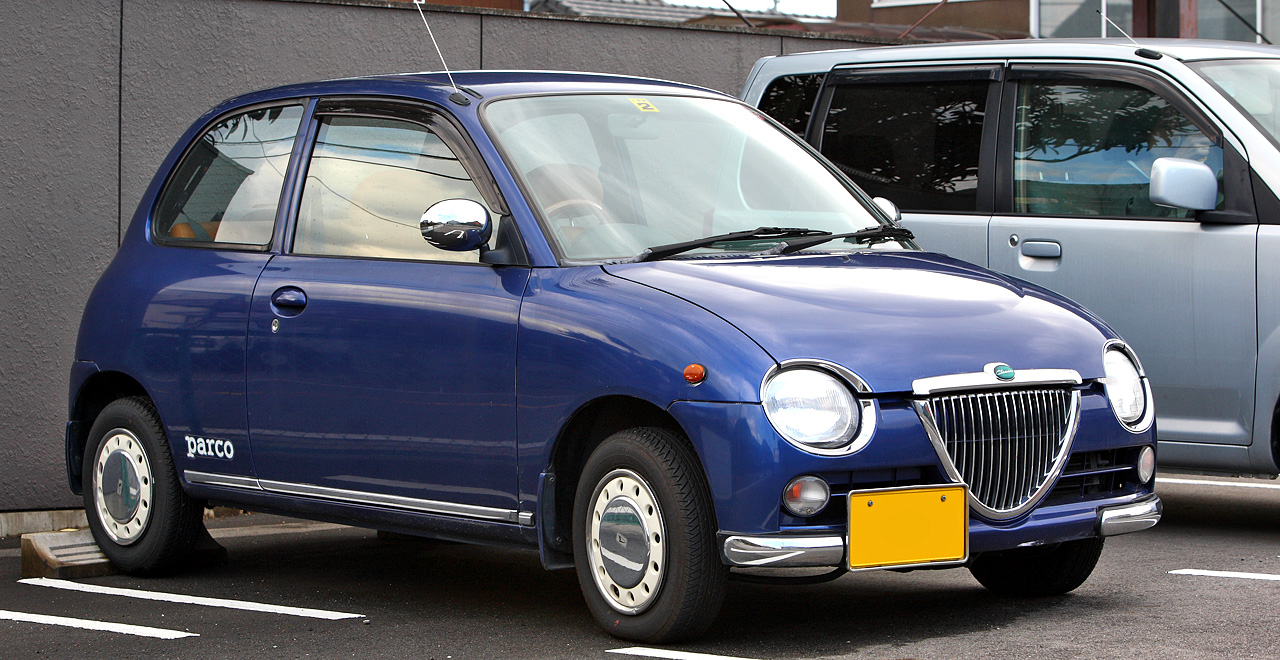
Opti Parco Classic

El maig de 1996 fou presentat l'Opti Classic, una versió amb estil retro que presenta diferències estètiques com ara una graella frontal cromada amb disseny exclusiu o detalls de fusta i pell a l'interior. A més, l'airbag de co-pilot va esdevindre equipament de sèrie en tots els nivells per tal d'acomplir les noves lleis. El maig de 1997 el para-xocs i els fars darrers van rebre un redisseny. L'Opti Classic també va rebre un lleuger redisseny i l'emblema cromat de "Classic" va desaparèixer del capot. A l'agost del mateix any la versió Club Sport va ser tornada a introduir com a membre permanent de la gama Opti. A més, el desembre del mateix any es presentà l'edició limitada Parco Classic. El novembre de 1998, amb el canvi a les lleis sobre kei cars, la primera generació de l'Opti fou reemplaçada per la segona.

## Segona generació (1998-2002)

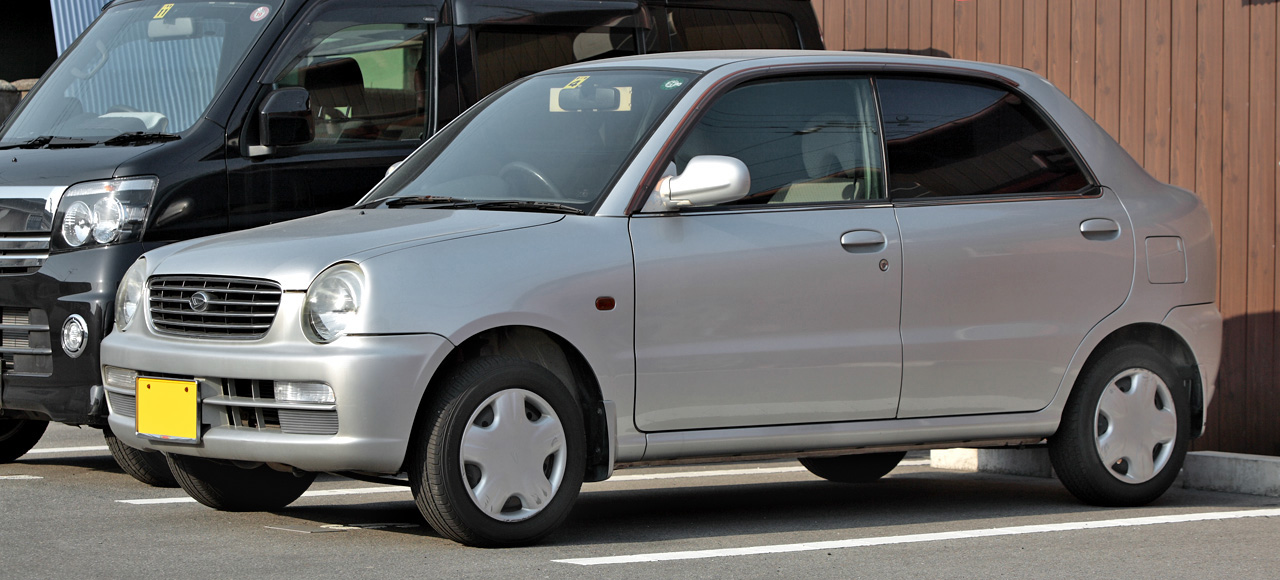
Opti CX

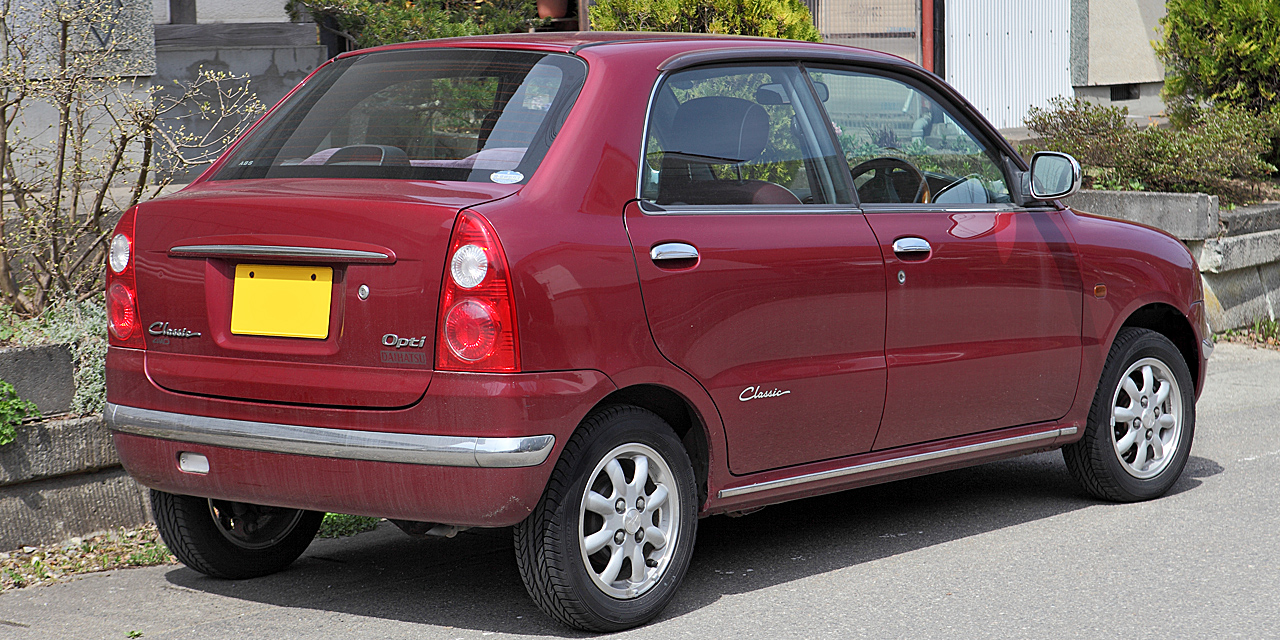
Opti Classic

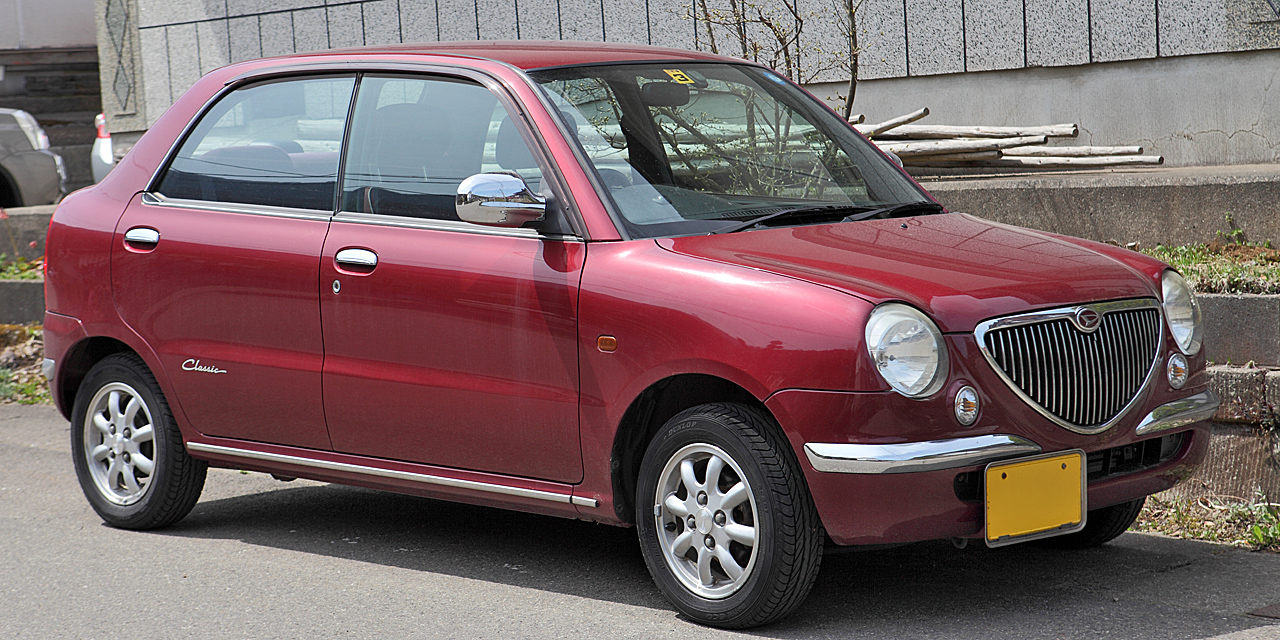
Opti Classic

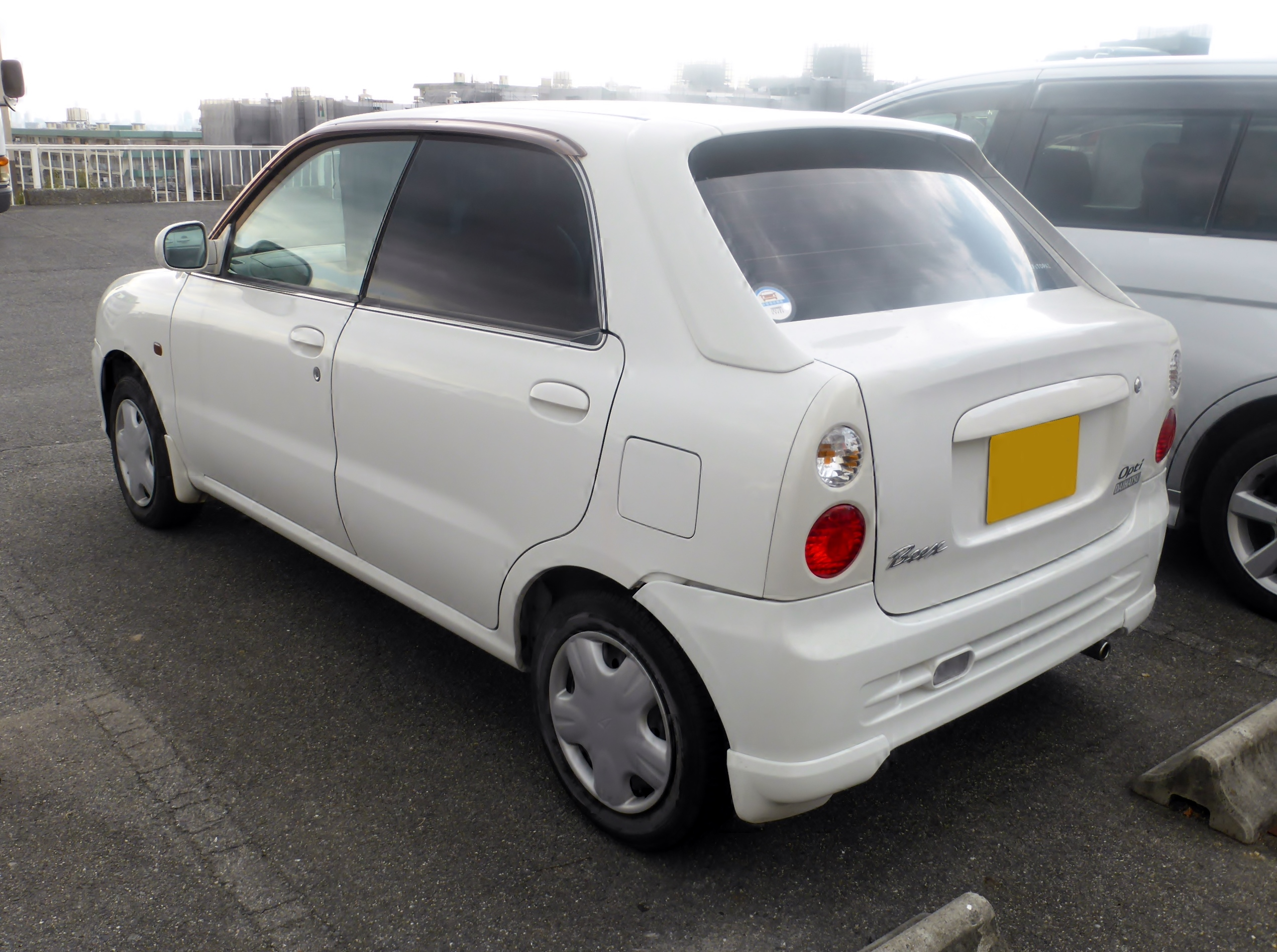
Opti Aerodown Beex

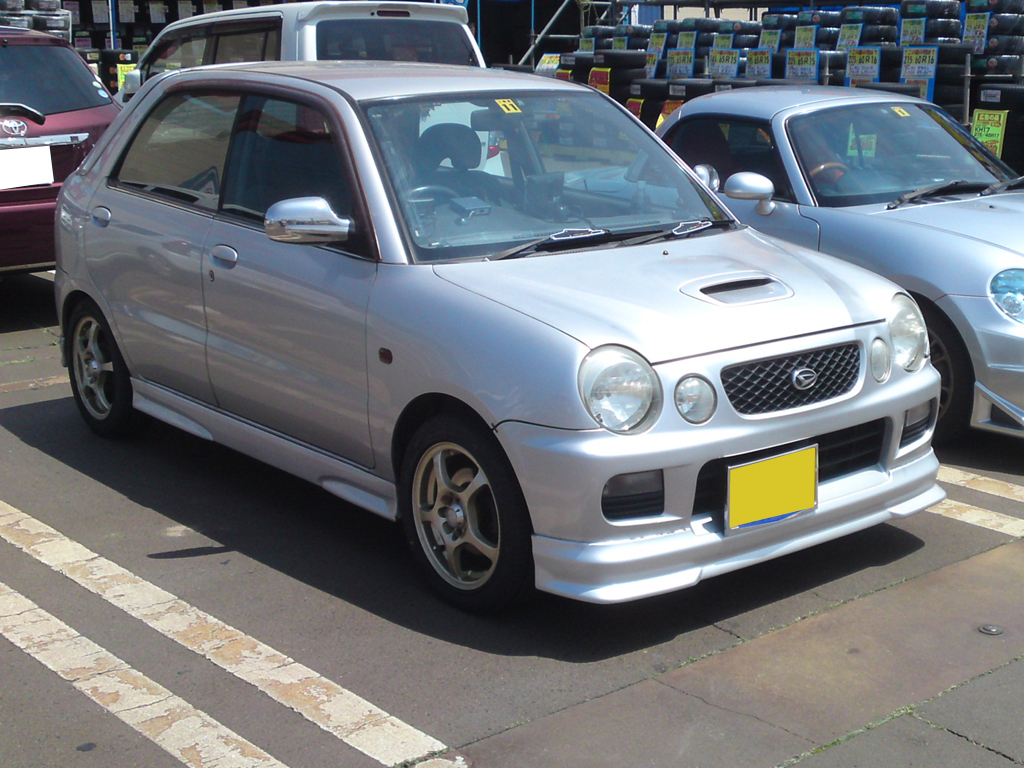
Opti Aerodown Beex

La segona generació del Daihatsu Opti va eixir al mercat el novembre de 1998 en substitució de la primera. L'Opti es desenvolupà sobre la base de la quarta generació del Daihatsu Mira. Només disponible en carrosseria berlina de quatre portes hardtop amb tres variants: "Standard", "Opti Classic" presentada l'any 2000 i d'estil retro i l'"Aerodown Beex" d'estil esportiu. L'Opti de segona generació és, fins a la data, l'únic kei amb carrosseria berlina hardtop.
Els nivells d'equipament són el bàsic "CL" (motor tricilíndric SOHC de 6 vàlvules i 45 cavalls) i el "CX" (el mateix motor però DOHC amb 12 vàlvules i 58 cavalls), ambdós amb fars davanters comuns i el "Aerodown Beex" (amb el mateix motor que el "CX") que equipa llandes d'alumini de 13', fars dobles i suspensió rebaixada. El model podia equipar de manera opcional la tracció a les quatre rodes.
El juliol de 2002 s'aturà la producció de la segona generació de l'Opti, aturant-ne també la comercialització només un mes després. Amb només 219.803 unitats produïts, el model no va tindre continuació en resposta a les seues discretes vendes.